# Thomas Sandoz
 (août 2025).
Si vous disposez d'ouvrages ou d'articles de référence ou si vous connaissez des sites web de qualité traitant du thème abordé ici, merci de compléter l'article en donnant les références utiles à sa vérifiabilité et en les liant à la section « Notes et références ».
Pour les articles homonymes, voir Sandoz (homonymie).
Thomas Sandoz, né le 25 avril 1967, est un écrivain suisse.

## Biographie
Thomas Sandoz a démissionné de son poste de délégué culturel du Club 44 de la Chaux de Fond en 2007 pour se consacrer à ses projets d'écriture.